# Парламентские выборы в Португалии (2009)
Парламентские выборы в Португалии прошли 27 сентября 2009 года. Победу на выборах одержали правящие социалисты во главе с премьер-министром Жозе Сократешем. Однако они лишились абсолютного большинства, впервые полученного в 2005 году.

## Результаты
| Партия | Партия                                                                                        | Голоса         | Процент голосов | Мест получено       | Δ с 2005 |
| ------ | --------------------------------------------------------------------------------------------- | -------------- | --------------- | ------------------- | -------- |
|        | Социалистическая партия                                                                       | 2 077 238      | 36,56 %         | 97                  | ▼ 24     |
|        | Социал-демократическая партия                                                                 | 1 653 665      | 29,11 %         | 81                  | ▲ 6      |
|        | Социально-демократический центр / Народная партия                                             | 592 778        | 10,43 %         | 21                  | ▲ 9      |
|        | Левый блок                                                                                    | 557 306        | 9,81 %          | 16                  | ▲ 8      |
|        | Коалиция демократического единства                                                            | 446 279        | 7,86 %          | 14                  | ▲ 1      |
|        | Коммунистическая партия португальских рабочих / Движение за реорганизацию партии пролетариата | 52 761         | 0,93 %          | 0                   | ▬        |
|        | Движение «Надежда для Португалии»                                                             | 25 949         | 0,46 %          | 0                   | ▬        |
|        | Новая демократия                                                                              | 21 876         | 0,38 %          | 0                   | ▬        |
|        | Движение за достоинство и общество                                                            | 16 924         | 0,30 %          | 0                   | ▬        |
|        | Гуманистическая партия + Партия Земли / Партия Земли                                          | 12 405 + 3 265 | 0,22 % + 0,06 % | 0 (2 по списку СДП) | ▬        |
|        | Народная монархическая партия                                                                 | 15 262         | 0,27 %          | 0 (2 по списку СДП) | ▬        |
|        | Партия национального обновления                                                               | 11 628         | 0,2 %           | 0                   | ▬        |
|        | Рабочая партия социалистического единства                                                     | 4 632          | 0,08 %          | 0                   | ▬        |